# Kate Beaton
Kate Beaton, född 8 september 1983 i Mabou på Kap Bretonön, Nova Scotia, är en kanadensisk serieskapare. Hon debuterade med webbserien Hark! A vagrant 2007, och har därefter publicerats av bland annat Drawn and Quarterly.